# Cristina Álvarez Rodríguez
María Cristina Álvarez Rodríguez (Buenos Aires, 28 de diciembre de 1967) es una arquitecta y política argentina. En la actualidad se desempeña como Jefa de Asesores del Gobernador de la provincia de Buenos Aires. Entre 2021 y 2023 fue ministra de Gobierno de la provincia de Buenos Aires. Anteriormente fue diputada nacional en dos períodos (2005-2007 y 2015-2021), Ministra de Infraestructura (2007-2011) y Ministra de Gobierno (2011-2015), ambos cargos en la administración provincial. Fue entre 2012 y 2013 la presidenta del Partido Justicialista de la provincia de Buenos Aires. Desde marzo de 2021 es la vicepresidenta primera del Partido Justicialista.
Es sobrina nieta de Eva Perón y directora ad honorem del Museo Evita.

## Biografía
Cristina Álvarez Rodríguez nació el 28 de diciembre de 1967 en Buenos Aires. Su abuela paterna, Blanca Duarte de Álvarez-Rodríguez, era una de las hermanas mayores de Eva Perón. Al respecto, Cristina expresó en una entrevista que "no recuerdo el día que la vi por primera vez porque la vi siempre. En la casa de mi abuela se la honraba muchísimo. Siempre nos dijeron que era la más importante que había en la historia de la familia y que era una iluminada".

## Estudios y formación académica
Recibió el título de arquitecta en 1992, por parte de la Facultad de Arquitectura, Diseño y Urbanismo, de la Universidad de Buenos Aires. Posteriormente, cursó la Maestría en Gestión Cultural del Mercosur, en la Universidad de Palermo, durante 2001 y 2002.

## Función pública
En el año 2000, Cristina Álvarez-Rodríguez fue nombrada directora del Archivo Histórico de la provincia de Buenos Aires "Dr. Ricardo Levene". Al año siguiente, ocupó el cargo de Presidenta del Instituto de Previsión Social bonaerense y posteriormente, durante el período 2002-2003, fue Subsecretaria de Cultura provincial, cargo que siguió ejerciendo durante los años 2003-2005, cuando pasó a denominarse Instituto Cultural. 
Para el período 2005-2007 fue elegida diputada nacional por el Frente para la Victoria, ejerció la vicepresidencia de la Comisión de Prevención de Adicciones y Control del Narcotráfico, además de integrar las comisiones de Asuntos Municipales, Cultura, Recursos Naturales y Conservación del Ambiente Humano, Turismo, Vivienda y Ordenamiento Urbano, y Bicameral de Seguridad Vial. Ese mismo año fue designada presidenta ad-honorem del Consejo de Integración Social del Gobierno de la provincia de Buenos Aires, y en 2006 fue elegida vicepresidenta de la delegación argentina del Parlamento Latinoamericano. 
Entre del 10 de diciembre de 2007 y 2011 fue asumió al frente del Ministerio de Infraestructura de la provincia de Buenos Aires y y entre 2011 y 2015 fue Ministra de Gobierno de la misma gestión.  
Además fue presidenta del Consejo Provincial de las Mujeres entre 2012-2015. 
Volvió a desempeñarse como diputada del Congreso de la Nación en 2015. El 8 de marzo de 2016 presentó una serie de proyectos legislativos para reafirmar la plena participación de las mujeres, en condiciones de igualdad, en la vida política, civil, económica, social y cultural. Uno de los proyectos que es parte de los avances legislativos para la igualdad es la Ley #UNAyUNO, aspira a lograr la representación equilibrada de mujeres y varones en las listas electorales y partidarias, busca la paridad. 
En 2019 fue reelecta como diputada nacional por el Frente de Todos, cargo que ejerció hasta septiembre de 2021, cuando volvió a ser designada como titular del Ministerio de Gobierno de la provincia de Buenos Aires por el gobernador Axel Kicillof. 

## Peronismo
En 2021, Cristina Álvarez-Rodríguez asumió como vicepresidenta primera del Partido Justicialista.
Es presidenta ad-honorem del Instituto Nacional de Investigaciones Histórica Eva Perón - Museo Evita, e integra el espacio político La Corriente Nacional de la Militancia de la Provincia de Buenos Aires.
Fue presidenta interina del Partido Justicialista de la provincia de Buenos Aires desde el 9 de febrero de 2012 hasta el 19 de diciembre de 2013.
También fue titular de la rama femenina del Partido Justicialista de la provincia de Buenos Aires. Se desempeñó como vicepresidenta segunda del Consejo provincial del partido y luego como presidenta del mismo Consejo.